# Журавик, Катажина
Катажина Журавик (пол. Katarzyna Żurawik, также известная как Кася Журавик (пол. Kasia Żurawik); 20 июня 1991, Конин, Польша) — польская певица и танцовщица. Представляла Польшу на конкурсе «Детское Евровидение — 2003» с песней «Coś mnie nosi».

## Биография
Катажина родилась 20 июня 1991 года в польском Конине.
В 2000-х годах являлась воспитанницей танцевальной школы «Rytwix». Вместе с группой Катажина участвовала на чемпионате мира по танцам в Словакии в 2002 году, а годом позже приняла участие и в ежегодном конкурсе «Международный детский фестиваль песни и танца в Конине» в категории «Золотые аплодисменты».

### «Детское Евровидение — 2003»
28 сентября 2003 года Катажина приняла участие в национальном отборе Польши на участие в первом конкурсе песни «Детское Евровидение — 2003» и исполнила на нём песню собственного авторства «Coś mnie nosi» (с пол. — «Что-то заставляет меня суетиться»). По результатам голосования зрителей она одержала победу и получила право представить Польшу на международном песенном конкурсе.
Конкурс состоялся 15 ноября 2003 года в Копенгагене, Дания. По итогам голосования жюри, Катажина получила всего 3 балла (все — от Белоруссии), заняв последнее место (из 16-ти участников). Как признались продюсеры конкурса, после оглашения результатов Катажина была расстроенной и недовольной.
Примечательно, что во время выступления её сопровождала танцевальная группа «Rytwix».